# Edu Dracena
Pour les articles homonymes, voir Edu.
Eduardo Luis Abonizio de Souza, plus connu comme Edu Dracena (Dracena, le 18 mai 1981) est un footballeur brésilien qui joue comme un défenseur.

## Carrière
Né à Dracena, à São Paulo le 18 mai 1981, Eduardo Luiz Abonizio de Souza a commencé sa carrière de joueur à Guarani en 1995, avec seulement treize.
Après avoir traversé les catégories de base, a fait ses débuts au professionnel à dix-sept (en 1999) contre Matonense dans la défaite par 2 à 1. Le Guarani, Dracena avait visite rapide à l'Olympiakos de la Grèce, qui a eu des difficultés avec la langue. Il est retourné au Brésil en 2002 à la même Guarani, et l'indication de Vanderlei Luxemburgo, a été embauché par Cruzeiro en Février de 2003.
Dans le club de l'exploitation minière, il a remporté trois fois le Campeonato Mineiro en 2003, 2004 et 2006, la Coupe du Brésil en 2003 et le Championnat du Brésil en 2003. Deux ans plus tard, a subi des blessures graves dans le dernier match du Campeonato Mineiro contre Ipatinga. En plus d'un runner-up, Dracena a subi une blessure qui l'a laissé pendant près de sept mois sur l'action. En août 2006, il est transféré au Fenerbahçe en Turquie pour 5,7 millions d'euros, où il est resté pendant trois ans et a remporté le championnat turc 2007. Pour l'équipe de football nationale brésilienne, intégrée le groupe dans la Coupe des Confédérations 2003.

### Santos
En 2009, résilié le contrat avec le club turc et a reçu plusieurs offres de clubs européens (Edu Dracena a la nationalité italienne), mais leur volonté d'opérer au Brésil était plus élevé et a décidé de jouer pour Santos, qui a été indiqué par l'entraîneur Vanderlei Luxemburgo. Son premier venu contre Avai en Novembre de cette année, après sept mois qui se remettent d'une chirurgie du genou.
En 2010, après avoir fait un grand Campeonato Paulista par Santos (où il a gagné contre Santo André), il a été élu par la Fédération de Football de São Paulo le meilleur défenseur du tournoi. Plus tard cette année, il serait très important pour gagner la Coupe du Brésil, marquant le but du titre en pleine Stade Baradão contre Vitoria. Edu Dracena a montré non seulement un grand défenseur, mais aussi un chef de file dans le domaine, puis en prenant le brassard de capitaine de l'équipe avec le départ de Robinho. Dans la seconde moitié de l'équipe de Santos, car déjà qualifié pour la Copa Libertadores 2011, a chuté de la production dans le Championnat du Brésil 2010, par conséquent, la défense de Santos a été sévèrement critiqué dans cette période de souffrir beaucoup de buts. À la fin de l'année, l'équipe est retournée à faire de bonnes performances, ramener la confiance des fans.
Dans le Championnat de São Paulo 2011 en dépit d'un départ mouvementé, l'équipe de Santos avait à nouveau des performances remarquables, couronnant la fin du championnat Paulista bi-champion. Edu Dracena a terminé le championnat à nouveau été élu meilleur défenseur du tournoi. Dans les Copa Libertadores après les mauvaises performances dans la phase de groupes, la défense de Santos a augmenté la production avec l'arrivée de l'entraîneur Muricy Ramalho. Dans la phase à élimination directe, Edu retourné pour faire un objectif important dans la demi-finale contre Cerro Porteño en Stade du Pacaembu, menant les Saints à un autre Libertadores final (qui a été gagné sur Penarol, Uruguay). Comme l'année précédente, l'équipe "a pris une promenade" dans le Championnat Brésilien, en se concentrant sur la Coupe du Monde des Clubs, qui a eu lieu en Décembre, puis le secteur défensif a de nouveau été critiqué pour avoir pris quatre buts en finale contre Barcelona.
L'année 2012 a commencé avec une incitation supplémentaire pour les joueurs de Santos, parce qu'en Avril, il y aura le centenaire du club. Dans les premiers matches de l'année, l'entraîneur Muricy Ramalho a utilisé l'équipe réserve que les titulaires se sont présentés plus tard, en raison de la Coupe du Monde des Clubs. Avec toute l'équipe une fois de plus les Saints ont montré leur force dans les championnats São Paulo, devenant à nouveau tri-champion, un fait qui n'a pas eu lieu depuis les années 60, l'âge Pelé. Pour la troisième année consécutive Edu Dracena était meilleur défenseur Paulistão. Malgré une grande début de saison Dracena a fini par des ecchymoses dans le match contre Botafogo, valable pour le Championnat du Brésil de 2012 en Juillet. Le rendement attendu pour le capitaine de Santos est allé au début de 2013.
Au début de 2013, Dracena, dans les dernières étapes de récupération, éventuellement épargné, avec le côté Léo, pré-saison amicale des Saints avant la Grêmio Barueri au Pacaembu Stadium.

### Corinthians
Le 21 janvier, 2015, après la fin de son contrat avec le Santos pour arriérés de salaire, a été officiellement annoncé par les Corinthians, en signant un contrat de deux ans.
En 2015, il a remporté le Championnat Brésilien pour l'équipe de São Paulo. Mais à la fin de la saison, le joueur a demandé au club de résilier son contrat, affirmant qu'il avait pas de place dans l'équipe Corinthians.

### Palmeiras
Le 22 décembre, le jour même qui a obtenu la résiliation du contrat par les Corinthians, le joueur a frappé contrat avec le plus grand rival du club, Palmeiras pendant deux ans.
En 2016, il a été couronné champion brésilien par alviverde équipe, aidant le club à briser un tabou de 22 ans sans gagner le championnat brésilien.

## Équipe du Brésil
Dans la principale équipe brésilienne, Edu a été convoqué à plusieurs reprises, est apparu en trois matchs, l'un en 2004 et deux en 2007.

## Palmarès

### Olympiacos
- Super League: 2002-03

### Cruzeiro
- Championnat du Minas Gerais: 2003, 2004, 2006
- Coupe du Brésil: 2003
- Championnat du Brésil 2003

### Fenerbahçe
- Ligue Turque: 2006-07
- Antalya Turquie Kup: 2007-08
- Supercup Turquie: 2007-08

### Santos
- Championnat de São Paulo: 2010, 2011, 2012
- Coupe du Brésil: 2010
- Copa Libertadores: 2011
- Recopa Sudamericana: 2012

### Corinthians
- Championnat du Brésil: 2015

### Palmeiras
- Championnat du Brésil: 2016

### Équipe nationale brésilienne U-20
- Championnat Amérique du Sud Football: 2001
- Tournoi Esperanzas de Toulon: 2002

## Distinctions individuelles
- Meilleur défenseur du Championnat du Minas Gerais: 2004, 2005, 2006,
- Meilleur défenseur du Championnat de São Paulo: 2010, 2011, 2012